# Mirjam Jäger
Mirjam Jäger (Zúrich, 9 de noviembre de 1982) es una deportista suiza que compitió en esquí acrobático, especialista en la prueba de halfpipe.
Ganó una medalla de bronce en el Campeonato Mundial de Esquí Acrobático de 2015. Adicionalmente, consiguió una medalla de plata en los X Games de Invierno.
Participó en los Juegos Olímpicos de Sochi 2014, ocupando el octavo lugar en su especialidad.

## Medallero internacional
| Campeonato Mundial | Campeonato Mundial    | Campeonato Mundial | Campeonato Mundial |
| Año                | Lugar                 | Medalla            | Prueba             |
| ------------------ | --------------------- | ------------------ | ------------------ |
| 2015               | Kreischberg (Austria) | Medalla de bronce  | Halfpipe           |

| X Games de Invierno | X Games de Invierno    | X Games de Invierno | X Games de Invierno |
| Año                 | Lugar                  | Medalla             | Prueba              |
| ------------------- | ---------------------- | ------------------- | ------------------- |
| 2008                | Aspen (Estados Unidos) | Medalla de plata    | Superpipe           |